# Thymopides
Thymopides é um gênero de lagostas de águas profundas, compreendendo as duas espécies Thymopides grobovi e Thymopides laurentae.

## Distribuição
Duas espécies estão incluídas no gênero Thymopides:
- O Thymopides grobovi é encontrado ao redor da Ilha Heard e Ilhas McDonald e das Ilhas Kerguelen, no sul do Oceano Índico, em profundidades de 525 a 1.220 metros.[2]

- O Thymopides laurentae só é conhecido de uma única fissura hidrotermal na Dorsal Mesoatlântica, a uma profundidade de 3.480 m (23° 22,94′ N, 44° 56,09′ O).[2]

## Descrição
Thymopides difere de gêneros relacionados, como Homarus, Homarinus e Nephrops, por ter o primeiro par de pereiópodes de tamanho e forma semelhantes, em vez de uma garra “trituradora” e outra “cortadora”. Ele difere de outros gêneros, como Metanephrops e Eunephrops [en], pela falta de uma carina atrás da espinha antenal, pelo tamanho menor de algumas espinhas e pelos olhos menores e não pigmentados.

## Taxonomia
O gênero foi descrito pela primeira vez por R. N. Burukovsky e B. S. Averin em 1976 com o nome de Bellator, a palavra latina para “guerreiro”, em um artigo no Russian Journal of Zoology. Depois que Lipke Holthuis [en] informou aos autores que já existia um gênero chamado Bellator [en], eles publicaram um nome substituto em um artigo na revista Crustaceana [en]. Esse novo nome era Thymopides, referindo-se à grande semelhança entre o novo gênero e o gênero Thymops [en].
Em 2003, uma segunda espécie foi descrita, T. laurentae, em homenagem a Michèle de Saint Laurent [en].